# 普盧默斯尤里卡 (加利福尼亞州)
普盧默斯尤里卡（英語：Plumas Eureka）是位於美國加利福尼亞州普盧默斯縣的一個人口普查指定地區。

## 地理
普盧默斯尤里卡的座標為39°47′23″N 120°39′06″W / 39.78972°N 120.65167°W，而該地最高點為海拔高度1833米（即6014英尺）。

## 人口
根據2010年美國人口普查的數據，普盧默斯尤里卡的面積為10.309平方千米，均為陸地。當地共有人口339人，而人口密度為每平方千米32人。